# Amarante do Maranhão
Amarante do Maranhão, amtlich portugiesisch Município de Amarante do Maranhão, ist eine Gemeinde im brasilianischen Bundesstaat Maranhão der Região Nordeste. Die Bevölkerungszahl wurde zum 1. Juli 2020 auf 41.729 Einwohner geschätzt, die auf einer großen Gemeindefläche von rund 7438,2 km² leben und Amarantinos genannt werden. Die Entfernung zur Hauptstadt São Luís beträgt 835 km. Sie steht an 37. Stelle der 217 Munizips des Bundesstaates.
Rund 46 % des Gemeindegebiets im Norden der Gemeinde ist Teil des Indigenenreservats Terra Indígena Araribóia.

## Geographie
Umliegende Gemeinden sind:
| Bom Jesus das Selvas |                                             | Buriticupu    |
| Buritirana           | Kompassrose, die auf Nachbargemeinden zeigt | Grajaú, Arame |
| Montes Altos         | Sítio Novo                                  |               |

Das Biom ist überwiegend Amazonas-Regenwald und Cerrado.
Die Gemeinde hat tropisches Klima, Aw nach der Klimaklassifikation nach Köppen und Geiger. Die Durchschnittstemperatur ist 25,5 °C. Die durchschnittliche Niederschlagsmenge liegt bei 1314 mm im Jahr. Der Südwinter ist trockener als der Südsommer.

## Wirtschaft
Die Gemeinde lebt von Landwirtschaft, Viehzucht, Extraktivismus und Handel. Das monatliche Durchschnittseinkommen betrug 2017 den Faktor 1,7 des brasilianischen Mindestlohns (Salário mínimo) von R$ 880,00 (umgerechnet für 2019: rund 338 €). Über 50 % der Bevölkerung verdient nur die Hälfte des Mindestlohns. 2017 waren 1287 Personen oder 3,1 % als im festen Arbeitsverhältnis stehend gemeldet.
Der Index der menschlichen Entwicklung (HDI) ist mit 0,555 für 2010 als niedrig eingestuft. Das Bruttosozialprodukt pro Kopf betrug 2016 rund 6998 R$.

## Ethnische Gruppen
Ethnische Gruppen nach der statistischen Einteilung des IBGE (Stand 2010 mit 37.932 Einwohnern). Von diesen lebten 2010 15.004 im eher städtischen Bereich ganz im Süden der Gemarkung und 22.928 im weitläufigen ländlichen Gebiet. Fast die Hälfte der Gemeindefläche (rund 46,3 %) im Norden fällt in das Reservat Araribóia und bildet dessen Hauptteil.
| Gruppe                | Anteil | Anmerkung                       |
| --------------------- | ------ | ------------------------------- |
| Pardos (Mischrassige) | 23.648 | meist Mulatten und Mestizen     |
| Brancos (Weiße)       | 7.259  | Nachfahren von Europäern        |
| Pretos (Schwarze)     | 1.757  | Herkunft nicht entschlüsselt    |
| Amarelos              | 174    | Asienstämmige                   |
| Indigene              | 5.090  | Indigene Bevölkerung Brasiliens |

## Bevölkerungsentwicklung
| Jahr | Einwohner | Stadt  | Land   |
| --- | --------- | ------ | ------ |
| 1991 | 22.330    | 7.344  | 14.986 |
| 2000 | 29.962    | 10.818 | 19.144 |
| 2010 | 37.932    | 15.004 | 22.928 |
| 2020 | 41.729    | ?      | ?      |
| Die zur Anzeige dieser Grafik verwendete Erweiterung wurde dauerhaft deaktiviert. Wir arbeiten aktuell daran, diese und weitere betroffene Grafiken auf ein neues Format umzustellen. (Mehr dazu) Quelle: IBGE (2011) |           |        |        |